# Duncan McDougall
Duncan McDougall (ur. 14 marca 1959 w Aylesbury) – brytyjski wioślarz, srebrny medalista igrzysk olimpijskich.

## Kariera
Wystąpił na igrzyskach olimpijskich w Moskwie w 1980, gdzie osada Wielkiej Brytanii w składzie: Duncan McDougall, Allan Whitwell, Henry Clay, Chris Mahoney, Andrew Justice, John Pritchard, Malcolm McGowan, Richard Stanhope i Colin Moynihan (sternik) zdobyła srebrny medal w ósemkach. W finale uplasowali się o 2,87 sekundy za osadą NRD i o 0,74 sekundy przed osadą ZSRR. Na rozgrywanych cztery lata później igrzyskach olimpijskich w Los Angeles w tej samej konkurencji zajął piąte miejsce. 